# Манукян, Матильда
Матильда Манукян (з.-арм. Մաթիլտ Մանուքեան; 1914, Константинополь, Османская империя — 17 февраля 2001, Стамбул) — турецкая предпринимательница армянского происхождения. Инвестировала в недвижимость, а также имела сеть публичных домов, благодаря которой была крупнейшим налогоплательщиком в Стамбуле в течение пяти лет подряд в 1990-х годах.

## Биография
Родилась в 1914 году в аристократической армянской семье в Стамбуле, Османская империя.
После окончания курсов французского языка в Лицее Богоматери в Сионе открыла ателье высокой моды для светских людей. Вскоре потеряла мужа и стала жить одна с сыном.
Сдавала в аренду здания, унаследованные ею от отца в квартале красных фонарей Каракёй в Стамбуле, владельцам публичных домов. Один из владельцев публичных домов передал ей свой бизнес, чтобы погасить долг, и с годами она расширила число принадлежавших ей публичных домов до сети из 32.
Вкладывала свои доходы от секс-бизнеса в недвижимость. Была крупнейшим налогоплательщиком в Стамбуле в течение пяти лет подряд в 1990-х годах и получила за это награду от налоговой службы. Выставила коллекцию сертификатов и знаков признания, полученных от властей, в своем доме в Шишли, который она назвала «Музеем M&M».
В интервью рассказала, что владела примерно 70 бизнес-центрами и 500 квартирами в Стамбуле, 200 объектами недвижимости в Ялове, тремя пятизвездочными отелями в Анталье и Аланье, 10 виллами в Кирении (Турецкая Республика Северного Кипра), и фабрикой в Стамбуле в экспортном бизнесе. Отметила, что строила отель в Германии на 100 мест. Также управляла парком из примерно 220 автомобилей такси. Матильды Манукян принадлежали автомобиль Rolls-Royce, четыре топовых автомобиля Mercedes-Benz и BMW и 18-метровая яхта в Стамбуле. В 1995 году Матильда была тяжело ранена взрывом бомбы, перенесла 12 операций.
Умерла 17 февраля 2001 года в Стамбуле в возрасте 87 лет и была похоронена на армянском кладбище Шишли после отпевания в армянской церкви Уч-Хорон в Бейоглу. Её единственным наследником стал сын Керопе Чилингир, выросший в Соединённых Штатах Америки.

## В культуре
Матильда Манукян (которую играет Аху Тугба) была показана в телевизионном мини-сериале 2006 года под названием Meçhule Gidenler, режиссёром которого стал Бюлент Пелит. Матильда Манукян стала одним из персонажей романа «Кофе с перцем» Даниэля Бергера.